# فلسفه سورن کی‌یرکگور

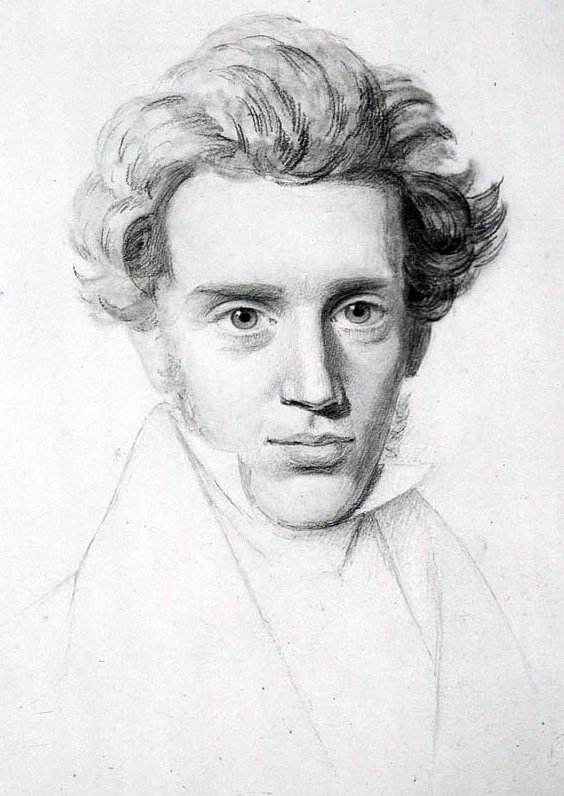
طراحی ناتمام کی‌یرکگور توسط پسر عمویش نیلز کریستین کی‌یرکگور ، ۱۸۴۰

فلسفه سورن کی‌یرکگور (انگلیسی: Philosophy of Søren Kierkegaard) تأثیر عمده‌ای در توسعه فلسفه قرن بیستم، به‌ویژه اگزیستانسیالیسم و پست‌مدرنیسم داشته است. سورن کی‌یرکگور فیلسوف دانمارکی قرن نوزدهم بود که بسیاری او را «پدر اگزیستانسیالیسم» می‌خوانند، برخی به او برچسب اگزیستانسیالیست می‌زنند. فلسفه او همچنین بر توسعه روان‌شناسی وجودی تأثیر گذاشت.
کی‌یرکگور جنبه‌هایی از نظام‌های فلسفی را که توسط فیلسوفان پیش از او مانند هگل و هگلی‌های دانمارکی مطرح شد، مورد انتقاد قرار داد. او به‌طور غیرمستقیم تحت‌تأثیر فلسفه امانوئل کانت بود. او خود را با الگوی فلسفه‌ای که در سقراط یافته بود سنجید، که هدف آن جلب توجه فرد به سیستم‌های تبیینی نیست، بلکه بیشتر به مسئله چگونگی وجود فرد می‌پردازد.
یکی از موضوعات تکرارشونده فلسفه کی‌یرکگور اهمیت سوبژکتیویته است که به نحوه ارتباط مردم با حقایق (عینی) مربوط می‌شود. او در «نتیجه‌گیری پس‌نوشته‌های غیرعلمی به بخش‌های فلسفی» استدلال می‌کند که «ذهنیت حقیقت است» و «حقیقت ذهنیت است». کی‌یرکگور بیان می‌کند که اساساً حقیقت فقط کشف حقایق عینی نیست؛ درحالی‌که حقایق عینی مهم هستند، عنصر دوم و حیاتی‌تری از حقیقت وجود دارد که شامل نحوه ارتباط فرد با آن موضوعات واقعی است. از آن‌جایی که از منظر اخلاقی، نحوه عمل از هر موضوع واقعی مهمتر است، حقیقت را باید در ذهنیت یافت تا عینیت.

## نام مستعار
بسیاری از نوشته‌های قبلی کی‌یرکگور از ۱۸۴۳ تا ۱۸۴۶ با نام مستعار نوشته شده بودند. او در کتاب نقطه‌نظر کاری‌ام به‌عنوان نویسنده توضیح داد که آثاری که با نام مستعار نوشته شده است، از دیدگاه‌هایی نوشته شده‌اند که متعلق به او نیست: درحالی‌که کی‌یرکگور نویسنده‌ای مذهبی بود، نویسندگان مستعار او از دیدگاه‌هایی نوشتند که از منظر زیبایی‌شناسی یا نظری و با نام آنتی-کلیماکوس که نامی در برابر کلیماکوس بود، می‌نوشتند. نویسنده‌ای مستعار که پس از نگارش نقطه نظر ایجاد شد: آنتی-کلیماکوس نویسنده‌ای مذهبی است که از دیدگاه مسیحی چنان ایدئال می‌نویسد که کی‌یرکگور نمی‌خواست آرای او را به خود نسبت دهد.
از آن‌جا که نویسندگان با نام مستعار از دیدگاه‌هایی می‌نویسند که متعلق به کی‌یرکگور نیست، برخی از فلسفه‌های ذکرشده در آثار او ممکن است باورهای خود کی‌یرکگور را منعکس نکنند. درست همان‌طور که سایر فیلسوفان در مقالات خود دیدگاه‌هایی را برای بحث و انتقاد مطرح می‌کنند، کی‌یرکگور نیز نام مستعار را برای بررسی عمیق یک دیدگاه خاص استفاده می‌کند، که در برخی موارد ممکن است یک یا دو کتاب را به استفاده از یک نام اختصاص دهد و در آن کی‌یرکگور یا نام مستعار دیگری را نقد کنند. برای مثال نویسنده با نام مستعار یوهانس کلیماکوس، مسیحی نیست و از دیدگاه غیرمسیحی استدلال می‌کند. آنتی-کلیماکوس، همان‌طور که قبلاً ذکر شد یک مسیحی است و از دیدگاه مسیحی متدین استدلال می‌کند. کی‌یرکگور باورهای خود را در بین این دو نویسنده قرار می‌دهد.
بیشتر نوشته‌های فلسفی و دینی کی‌یرکگور از ۱۸۴۶ تا ۱۸۵۵ توسط خودش نوشته و تألیف شد و هیچ نام مستعاری برای این آثار قائل نشد. متعاقباً، این آثار توسط اکثر محققان منعکس‌کننده عقاید خود کی‌یرکگور در نظر گرفته می‌شوند. در مقاله حاضر که  درباره فلسفه کی‌یرکگور است، به نویسنده، اعم از مستعار یا غیرمستعار اشاره می‌کند.

## مضامین فلسفه کی‌یرکگور

### بیگانگی
بیگانگی اصطلاحی است که فیلسوفان به طیف وسیعی از پدیده‌ها، از جمله هرگونه احساس جدایی و نارضایتی از جامعه به‌کار می‌برند. احساس این‌که یک فروپاشی اخلاقی در جامعه وجود دارد. احساس ناتوانی در برابر استحکام نهادهای اجتماعی؛ ماهیت غیرشخصی و غیرانسانی سازمان‌های اجتماعی در مقیاس‌های بزرگ و دیوان‌سالارانه. کی‌یرکگور مفهوم بیگانگی را می‌شناسد و می‌پذیرد، و آن را با عبارات بدیع خود بیان می‌کند و می‌فهمد. از نظر کی‌یرکگور، عصر حاضر عصری انعکاسی است؛ عصری که به عینیت و اندیشه به‌جای عمل، سخن گفتن از آرمان‌ها به‌جای کنش، بحث درباره کنش، عمومیت و اعلان بر واقعیت، و خیال بر دنیای واقعی ارزش می‌دهد. از نظر کی‌یرکگور، به‌دلیل فقدان یافتن اُتوریته واقعی و مشروع، معنای ارزش‌ها از زندگی حذف شده است. انسان‌های خودآگاه به‌جای افتادن در هر اتوریته ادعایی، هر کتاب مقدس، هر «حرف» یا هر ندای بزرگ و ماندگار دیگری، باید با یک عدم قطعیت وجودی روبه‌رو شوند.
بشریت معنا را از دست داده است، زیرا معیار پذیرفته‌شده واقعیت و حقیقت، تفکر مبهم و ذهنی است؛ چیزی که با منطق، تحقیق تاریخی یا تحلیل علمی قابل اثبات نیست. انسان‌ها نمی‌توانند در زندگی به انتخاب‌ها فکر کنند، باید آن‌ها را زندگی کنند. و حتی آن دسته از انتخاب‌هایی که به آن‌ها فکر می‌کنند، زمانی که خود زندگی رسم می‌شود، متفاوت می‌شوند. از نظر کی‌یرکگور، نوع عینیتی که یک دانشمند یا مورخ ممکن است از آن استفاده کند، اصل مطلب نیست؛ انسان‌ها انگیزه ندارند و از طریق عینیت محض معنایی در زندگی پیدا نمی‌کنند. در عوض، آن‌ها عینیت محض را از طریق اشتیاق، میل و تعهد اخلاقی و مذهبی می‌یابند. این پدیده‌ها به‌طور عینی قابل اثبات نیستند؛ و از طریق هیچ‌گونه تحلیلی از جهان خارج به‌وجود نمی‌آیند. آن‌ها از طریق یک رابطه مستقیم بین یک فرد و جهان خارج به‌وجود می‌آیند. در این‌جا تأکید کی‌یرکگور بر رابطه است تا تحلیل. این رابطه نوعی نگاه به زندگی است که از بررسی عینی طفره می‌رود.
کی‌یرکگور در تحلیل از عصر حاضر از عباراتی استفاده می‌کند که با نظریه ازخودبیگانگی هگل و مارکس شباهت دارند، اما دقیقاً منطبق نیستند. عقیده کی‌یرکگور صریحاً به این معناست که انسان‌ها از خدا بیگانه هستند زیرا بیش از حد در دنیا غرق شده‌اند. انسان‌ها باید روح خود را از دنیایی که در واقع متعلق به خداست به‌دست آورند. کی‌یرکگور مانند کارل مارکس علاقه‌ای به نبردهای بیرونی ندارد. دغدغه او مبارزه درونی برای ایمان است.
اجازه دهید بیشتر در مورد امید و در نتیجه در مورد رنج‌ها صحبت کنیم. بحث در مورد رنج‌ها همیشه می‌تواند سودمند باشد، انسان نه تنها باید به غم و اندوه خودخواسته مشغول باشد، بلکه در صورت امکان، خود را به‌خاطر به‌وجود آوردن آن مورد خطاب قرار دهد. این اقدامی مشروع و دلسوزانه است که به رنج بپردازیم. شخص رنجور نباید از بحث سطحی ما که رنج او را نمی‌شناسیم، بی‌تاب شود، نباید به دلیل همین رفتار ما بی‌حوصله تسلی خود را کنار بگذارد و در دودلی بماند. یقیناً پایان رنج با امید در زندگی یک چیز است، وقتی آنچه طلبیده شده تبدیل به کنش و تکلیف شود. رفتن به سوی یک زندگی به دور از امید چیز دیگری است.
ابراهیم مجبور شد خانه اجدادی خود را ترک کند و به کشوری بیگانه مهاجرت کند، جایی که هیچ چیز او را به یاد آنچه دوست می‌داشت نمی‌انداخت؛ در واقع، گاهی اوقات این‌که هیچ چیز به یاد انسانی که می‌خواهد فراموش کند، نیاید بی‌تردید تسلی است؛ اما تسلی تلخی برای اوست. برای کسی که پر از حسرت است. بنابراین انسان می‌تواند امیدی داشته باشد، که برای او همه چیز باشد، به‌طوری که در زمان جدایی [از خانه] که آغاز سفر است، گویی در حال هجرت به کشوری بیگانه است که جز تضاد چیزی را به یاد او نمی‌اندازد. از آنچه او آرزو کرده بود؛ در نظرش؛ گویی در حال مهاجرت به کشوری بیگانه است، حتی اگر در خانه بماند، حتی اگر در همان محل بماند؛ با از دست دادن امید، مانند غریبه‌ها است، ترک امید به‌جای ترک حواس برای او سخت‌تر و حیاتی‌تر به‌نظر می‌رسد.

جدای از این امید، حتی اگر باز هم از جای خود تکان نخورد، شاید راه پر دردسر زندگی‌اش در رنج‌های بیهوده‌ای سپری شود، زیرا ما از کسانی صحبت می‌کنیم که اساساً رنج می‌برند، نه کسانی که خود را تسلی می‌دهند که رنج‌هایشان به‌خاطر دیگران است. این به نفع دیگران است. مسلماً این‌چنین بود؛ سفر به کشور بیگانه طولانی نیست. در یک لحظه آن‌جا بود، در آن کشور غریب، جایی که رنج‌دیدگان را ملاقات می‌کند، نه آن‌هایی که دیگر غمگین نیستند، نه آن‌هایی که اشک‌هایشان را ابدیت پاک نمی‌کند، زیرا همان‌طور که یک کتاب دینی قدیمی به همین سادگی اما تکان‌دهنده می‌گوید: «چگونه می‌توانی گریه نکرده باشی؟ آیا خداوند در آخرت اشک تو را خشک خواهد کرد؟ شاید شخص دیگری به روش دیگری به‌جای تو به همان مکان بیاید.»— «تدوین گفتمان‌ها در معانی گوناگون»، هنگ ۱۹۹۳، صفحات ۱۰۲-۱۰۳
آلبر کامو نیز درباره ایده غریبه بودن در جهان نوشت، اما معنای کی‌یرکگور درباره غریبه را معکوس کرد. برای کامو غریبه کسی بود که در جهان زندگی می‌کرد و مجبور بود به شیوه‌ای مسیحی زندگی کند، حتی اگر نمی‌خواست مسیحی باشد. اما کی‌یرکگور درباره فرد مسیحی‌ای بحث می‌کرد که می‌خواهد مسیحی‌ای باشد که در جهانی زندگی می‌کند که مسیحی نیست. هم کامو و هم کی‌یرکگور نسبت به دموکراسی مسیحی که در آن همه مجبور به مشارکت در مسیحیت هستند نظر مشترکی داشتند، زیرا معتقد بودند آزادی انتخاب وجود ندارد و در یک دموکراسی غیرمسیحی هیچ کس اجازه ندارد در مسیحیت مشارکت فعال داشته باشد. کی‌یرکگور مخالف تأیید مسیحیت بود، برای او مسیح تنها مرجع بود. کامو نگرش وجودی را «خودکشی فلسفی» نامید. او آن را در افسانه سیزیف آورده است:
حال، پذیرفته شده است که پوچی بر خلاف امید است. مشاهده می‌شود که اندیشه وجودی برای چستوف (۱۸۶۶–۱۹۳۸)، پوچی را پیش‌فرض می‌گیرد، اما آن را فقط برای دفع خود پوچی اثبات می‌کند. چنین ظرافت فکری یک ترفند است. وقتی چستوف در جای دیگر پوچی خود را در تقابل با اخلاق و عقل قرار می‌دهد، آن را حقیقت و رستگاری می‌نامد. از این رو، اساساً در آن تعریف پوچی، تأییدی وجود دارد که چستوف به آن قائل است. آنچه در لئو چستوف قابل درک است شاید در کی‌یرکگور حتی بیشتر قابل درک باشد. به یقین، ترسیم گزاره‌های روشن در نویسنده‌ای تا این حد دست‌نیافتنی دشوار است. اما علی‌رغم نوشته‌های در ظاهر مخالف، فراتر از نام‌های مستعار، ترفندها و لبخندها، می‌توان در سرتاسر آن اثر، گویی، تجلی (هم‌زمان با درک) حقیقتی را که در نهایت در آخرالزمان منفجر می‌شود، احساس کرد. آثار: کی‌یرکگور نیز به همین ترتیب جهش می‌کند. دیدگاه کی‌یرکگور مبنی بر این‌که ناامیدی یک واقعیت نیست، بلکه یک حالت است: همان حالت گناه. زیرا گناه چیزی است که از خدا دور است. پوچی که حالت متافیزیکی آگاهی انسان است به خدا منتهی نمی‌شود. شاید اگر این جمله تکان‌دهنده را به‌خاطر بیندازم این تصور واضح‌تر شود: پوچ بودن گناه بدون خداست. مسئله زندگی در آن حالت پوچ است. من در این مرحله این آزادی را می‌پذیرم که نگرش وجودی را خودکشی فلسفی بنامم. اما این به‌معنای یک قضاوت نیست. این روشی مناسب برای نشان دادن حرکتی است که به‌وسیله آن یک فکر خود را نفی می‌کند و در عین نفی خود تمایل دارد از خود فراتر رود. زیرا نفی وجودی خدای آن‌هاست. به‌طور دقیق، آن خدا تنها با نفی عقل بشری حفظ می‌شود. (اجازه دهید مجدداً تأکید کنم: در این‌جا تأیید خدا مورد سؤال قرار نمی‌گیرد، بلکه منطق منتهی به آن مورد تأیید است.)— آلبر کامو، افسانه سیزیف ص. ۲۶–۳۲، کتاب قدیمی ۱۹۵۵ آلفرد ناپف
کی یرکگور در سه گفتار سازنده (۱۸۴۳) و پایان‌نامه غیرعلمی پس‌نوشته‌های فلسفی (۱۸۴۶) آن را این‌گونه بیان کرد:
کسب رأی اکثریت از طرف خود و تبدیل شدن رابطه خدا به یک بنگاه سفته‌بازی بر اساس احتمال و مشارکت و سهام‌داران، اولین گام در جهت عینی شدن است.— «نتیجه پس‌نوشته‌های غیرعلمی»، هنگ ص. ۶۶.
عشقی که انبوهی از گناهان را می‌پوشاند هرگز فریب نمی‌خورد. وقتی دل بخل می‌ورزد، وقتی یک چشم می‌دهد و هفت چشم پس می‌گیرد تا ببیند در ازای آن‌چه داده است چیزی نصیبش می‌شود، به‌راحتی به انبوهی از گناهان پی می‌برد. اما وقتی دل پر از عشق شد، آنگاه چشم هرگز فریب نمی‌خورد. زیرا عشق هنگامی که می بخشد، هدیه را ورانداز نمی‌کند، بلکه چشمش به خداوند دوخته می‌شود. وقتی دل پر از حسادت شد، آنگاه چشم قدرت آن را پیدا می‌کند که حتی در پاکان نیز ناپاکی را ببیند. اما هنگامی که عشق در دل ساکن است، آنگاه چشم این قدرت را دارد که خوبی را در ناپاک پرورش دهد. اما این چشم بدی را نمی‌بیند، جز پاکی را که دوست دارد و به دوست داشتنش تشویقش می‌کند. یقیناً در این دنیا قدرتی وجود دارد که با گفتارش خیر را به بدی تبدیل می‌کند، به عبارت دیگر قدرتی وجود دارد که در بالا آن شر را به خیر تبدیل می‌کند. آن قدرت عشقی است که انبوهی از گناهان را می‌پوشاند.

هنگامی که نفرت در دل ساکن شد، گناه بر درگاه انسان نهفته است و امیال متعدد آن در او وجود دارد. اما هنگامی که عشق در دل ساکن شود، گناه از دور می‌گریزد و او دیگر آن را نمی‌بیند. وقتی دعواها، کینه‌توزی‌ها، خشم، نزاع‌ها، اختلافات، جناح‌ها دل را پر می‌کنند، آیا انسان برای کشف کثرت گناه باید راه دوری برود، یا این‌که برای تولید این‌ها در خارج از خود نیاز به عشقی طولانی دارد! اما هنگامی که شادی، آرامش، صبر، نرمی، نیکی، ایمان، نرمی و اعتدال در دل ساکن است، پس چه شگفتی است که انسان، حتی اگر گناهان زیادی او را احاطه کرده باشد، بیگانه و غریب باقی بماند. فقط کمی از آداب و رسوم می‌فهمد، حتی اگر این‌ها برای او توضیح داده شده باشد؟ پس آیا این پوششی برای انبوه گناهان نخواهد بود؟— سه گفتار سازنده (۱۸۴۳)، ترجمه سوئنسون ۱۹۴۳، ص. ۶۹
عشق دنبال خود نیست. عشق در جستجوی خود نیست، زیرا عشق من و تو وجود ندارد. «مال من» و «مال تو» فقط مشخصات رابطه‌ای «مال خود» است. بنابراین، اگر مال من و تو وجود نداشته باشد، «مال خود» هم وجود ندارد. و اگر «مال خود» نیز وجود نداشته باشد، جستجوی مال خود غیرممکن است. عدالت با دادن خود مشخص می‌شود، همان‌طور که به‌نوبه خود ادعای خود را دارد. این بدان معناست که عدالت از آرمان خود دفاع می‌کند، آن را تقسیم می‌کند و تعیین می‌کند. تعیین می‌کند که هر کدام چه چیزی را متعلق به خود بداند، قضاوت می‌کند و اگر کسی از ایجاد تمایز بین من و تو امتناع کند، قضاوت می‌کند و مجازات می‌کند. فرد حق دارد با این منازعه هر طور که می‌خواهد مشاجره کند. و اگر جز آنچه عدالت اجازه می‌دهد در جشتجوی خود نباشد، عدالت چیزی ندارد که او را سرزنش کند و حق ندارد او را ملامت کند. به‌محض این‌که کسی سر خودش کلاه بگذارد، یا به‌محض این‌که کسی از دیگری کلاهبرداری کند، عدالت مداخله می‌کند، زیرا امنیت مشترکی را حفظ می‌کند که هر کس امنیت خود را دارد به حق دارد. گاهی اوقات تغییری رخ می‌دهد، انقلاب، جنگ، زلزله یا چنین بدبختی‌های وحشتناکی، و همه چیز در هم می‌ریزد. عدالت بیهوده تلاش می‌کند تا برای هر شخصی خود را تأمین کند. نمی‌تواند تمایز بین من و تو را حفظ کند. در سردرگمی نمی‌تواند تعادل را حفظ کند و بنابراین ترازو را دور می‌اندازد؛ ناامید می‌شود! یک تماشای وحشتناک! با این حال آیا عشق به‌معنای خاصی، به سعادت‌بخش‌ترین شکل، همان سردرگمی را ایجاد نمی‌کند؟ عشق بزرگترین و در عین حال شادترین رویداد است. عشق یک تغییر است، قابل‌توجه‌تر از همه، اما مطلوب‌ترین؛ در واقع ما به‌معنای بسیار خوب می‌گوییم که کسی که گرفتار عشق است، تغییر می‌کند یا تغییر می‌دهد. عشق یک انقلاب است، عمیق‌تر از همه، و مبارک‌تر!— "آثار عشق"، ۱۸۴۷، هنگ ۱۹۹۵، صفحات ۱۶۴-۱۶۵

### انتزاع
یکی از عناصر نقد کی‌یرکگور از مدرنیته در اثر اجتماعی-سیاسی او، دو عصر: مروری ادبی، پول است؛ که او آن را انتزاع می‌نامد. انتزاع چیزی است که فقط در واقعیت ارتساز (به آلمانی: ersatz) واقعیت دارد. محسوس نیست و فقط در یک بافت مصنوعی معنا دارد که در نهایت در خدمت اهداف فریبنده و گمراه‌کننده است. یک محصول فکری است که نه اکنون و نه در آینده واقعیت ملموسی ندارد.
پول چگونه یک انتزاع است؟ پول این توهم را ایجاد می‌کند که رابطه مستقیمی با کاری که انجام می‌شود دارد. یعنی کاری که یک نفر انجام می‌دهد این‌قدر ارزشش  برابر است با این همه پول. با این حال، در واقعیت، کاری که فرد انجام می‌دهد، بیان این است که شخص چه کسی است. اهداف فرد در زندگی و معنای مرتبط را بیان می‌کند. به‌عنوان یک فرد، کاری که انجام می‌دهد قرار است درک بیرونی رابطه او با دیگران و جهان باشد. این روشی است که شخص برای تبدیل جهان به مکانی بهتر برای خود و دیگران است. کاری که تقلیل کار به ارزش پولی انجام می‌دهد این است که واقعیت انضمامی کشمکش‌های روزمره فرد با جهان، برای دادن شکل و معنا دادن به آن، با یک انتزاع جایگزین شود. کی‌یرکگور ابراز تأسف می‌کند که «یک مرد جوان امروز به توانایی‌ها یا مهارت‌ها یا عشق به یک دختر زیبا یا شهرتش حسادت می‌کند، نه! او به پولش حسادت می‌کند. مرد جوان می‌گوید به من پول بدهید و من خواهم گفت، خوب باش» کی‌یرکگور فکر می‌کند که این تأکید بر پول منجر به انکار موهبت‌های روح برای افراد فقیر و بدبخت می‌شود.
نیکی کردن و شریک کردن را فراموش نکنید - عبرانیان ۱۳-۱۶- اما فراموش نکنید که این صحبت بی‌وقفه دنیاطلبی در مورد احسان و خیرخواهی و سخاوت و کمک‌های خیریه بی‌رحمانه است. آه، بگذار روزنامه‌نویسان و باج‌گیران و بیدل‌های محله از سخاوت حرف بزنند و بگویند و بگویند. هرگز نادیده نگیریم که مسیحیت اساساً از مهربانی صحبت می‌کند، که مسیحیت مانند همه گناه بی‌رحمانه خواهد داشت، گویی که فقر و بدبختی تنها به پول نیاز دارد. اما مردم درباره سخاوت و احسان می گویند و دعا می‌کنند، اما در موعظه، رحمت را فراموش می‌کنند. موعظه باید صرفاً و فقط در مورد رحمت باشد. اگر می‌دانید چگونه در این باره صحبت کنید، سخاوت به دنبالش خواهد آمد و به همان اندازه که فرد توانایی سخاوت دارد، خودبه‌خود به‌وجود می‌آید. به‌خاطر داشته باشید که اگر شخصی با صحبت در مورد سخاوت و پول، مبلغی جمع‌آوری کرد، در نظر داشته باشید که با سکوت در خصوص رحمت، نسبت به فرد فقیر، و بدبختی که به‌وسیله جمع‌آوری پول او را تسکین می‌دهد، بی‌رحمانه رفتار می‌کند. توجه داشته باشید که اگر فقر و بدبختی ما را آزار می‌دهد، مطمئناً می‌توانیم از طریق سخاوت کمک بگیریم. این را به‌خاطر داشته باشید که بسیار وحشتناک‌تر خواهد بود اگر ما فقر و بدبختی را محدود کنیم تا «مانع دعاهایمان شود»، همان‌طور که کتاب مقدس می‌گوید (اول پطرس ۳:۷)، با غر زدن علیه خود در برابر خدا؛ زیرا به‌طرز فجیعی نسبت به خدا با نگفتن این که آن‌ها می‌توانند رحمت را تمرین کنند، بی‌انصافی کرده‌ایم. ما اکنون در این گفتار در مورد رحمت به این نکته پایبند خواهیم بود و از اشتباه گرفتن رحمت با آنچه که به شرایط بیرونی مربوط می‌شود، محافظت می‌کنیم، یعنی چیزی که عشق به خودی خود قدرتش را ندارد، درحالی‌که واقعاً رحمت را در قدرت خود دارد. همان‌گونه که قلب را در سینه دارد. نتیجه نمی‌شود که چون دل را در آغوش دارد، پول در جیب دارد، اما اولی مهم‌تر است و قطعاً در رحمت تعیین‌کننده است.— آثار عشق، هنگ ۱۹۹۵، صفحات ۳۱۵-۳۱۶
در زیر سه نقل قول در مورد ایده کی‌یرکگور از انتزاع وجود دارد که نمی‌توان بدون تفکر در مورد انضمام به آن فکر کرد. او از جهان تاریخی، کلی، به فردی واحد و خاص حرکت می‌کند. اولی از انسان اصیل و دومی از اخلاق‌شناس در یا این/یا آن و سومی از کتابی که همه آثار قبلی او را توضیح می‌داد: پایان‌نامه غیرعلمی پس‌نوشته‌های فلسفی.
همان‌طور که در بالا ذکر شد، همه آثار کلاسیک به یک اندازه برجسته هستند، هر یک به‌تنهایی بی‌نهایت برجسته هستند. اگر علی‌رغم این واقعیت، کسی بخواهد ترتیبی از رتبه را در صفوف کلاسیک وارد کند، ظاهراً باید به‌عنوان مبنایی برای چنین تمایزی انتخاب شود، چیزی که ضروری نیست. زیرا اگر ضرورتی اساسی بود، خود تفاوت به یک تفاوت اساسی تبدیل می‌شد. از این رو دوباره نتیجه می‌شود که کلمه «کلاسیک» به اشتباه برای کل گروه به‌کار رفته است. هر چه ایده انتزاعی‌تر باشد، احتمال بازنمایی‌های متعدد کمتر است. اما چگونه ایده عینی می‌شود؟ با نفوذ به تاریخی آگاهی. هر چه ایده ملموس‌تر باشد، احتمال آن بیشتر است. هر چه مدیوم انتزاعی‌تر باشد، احتمال آن کمتر است. هرچه ملموس‌تر باشد، بزرگتر است. اما این‌که بگوییم مدیوم عینی است، غیر از این‌که بگوییم زبان است، یا در تقریب به زبان دیده می‌شود، چه معنایی دارد. زیرا زبان از همه مدیوم‌ها ملموس‌تر است. برای مثال، ایده‌ای که در مجسمه‌سازی ارائه می‌شود، کاملاً انتزاعی است و هیچ ارتباطی با موضوع تاریخی ندارد. مدیومی که از طریق آن بیان می‌شود نیز انتزاعی است، در نتیجه احتمال زیادی وجود دارد که بخشی از آثار کلاسیک که شامل مجسمه‌سازی می‌شوند کم باشند. در این امر تاریخ و تجربه به عنوان شاهد در کنار من هستند. از سوی دیگر، اگر یک ایده ملموس و یک مدیوم ملموس را در نظر بگیرم، به‌نظر غیر از این است. هومر در واقع یک شاعر کلاسیک است، اما صرفاً به این دلیل که ایده حماسی یک ایده ملموس است، و از آن‌جا که مدیوم زبان است، اتفاق می‌افتد که در بخشی از کلاسیک‌ها که حماسه را در بر می‌گیرد، دسته‌بندی شود. حماسه‌های بسیاری قابل تصور است که همگی به یک اندازه کلاسیک هستند، زیرا تاریخ پیوسته به ما مطالب حماسی جدید عرضه می‌کند. در این مورد نیز شهادت تاریخ و تجربه را به عنوان شاهد در کنار خود دارم.— یا این/یا آن، قسمت اول، سوئنسون، ص. ۴۹، ۵۳
دو موضعی که در این‌جا به آنها اشاره شد را می‌توان به‌عنوان تلاش‌هایی برای به فعلیت بخشیدن یک نگاه اخلاقی به زندگی در نظر گرفت. دلیل این‌که آن‌ها موفق نمی‌شوند این است که فرد در انزوا خود را انتخاب کرده، یا خود را انتزاعی انتخاب کرده است. به عبارت دیگر، فرد خود را اخلاقی انتخاب نکرده است. بنابراین او هیچ ارتباطی با  فعلیت ندارد، و وقتی چنین است، هیچ روش اخلاقی زندگی نمی‌تواند عملی شود. اما شخصی که خود را از نظر اخلاقی انتخاب می‌کند، خود را به‌طور ملموس به‌عنوان یک فرد خاص انتخاب می‌کند و به این نتیجه می‌رسد زیرا این انتخاب با توبه یکی است، که انتخاب را تأیید می‌کند. فردی با این ظرفیت‌ها، تمایلات، انگیزه‌ها، احساسات، تحت‌تأثیر این محیط اجتماعی خاص، به‌عنوان محصول خاص یک محیط خاص است. با آگاهی از همه این‌ها، مسئولیت همه آن را بر عهده می‌گیرد. او در مورد این که آیا این کار خاص را خواهد پذیرفت یا نه تردید ندارد، زیرا می‌داند که اگر این کار را انجام ندهد چیز بسیار مهم‌تری از دست می‌رود. در لحظه انتخاب، او در انزوای کامل است، زیرا از محیط اجتماعی خود کناره‌گیری می‌کند، و در عین حال در تداوم مطلق است، زیرا خود را به‌عنوان محصول انتخاب می‌کند. و این انتخاب، انتخاب آزادی است به‌گونه‌ای که در انتخاب خود به‌عنوان محصول، می‌توان گفت که خودش تولید کرده است. در لحظه انتخاب، او در نقطه کمال است، زیرا شخصیت او در حال تکمیل خود اوست، و در عین حال در همان لحظه در آغاز است، زیرا خودش را بر اساس آزادی انتخاب می‌کند.— یا این/یا آن، بخش دوم، هنگ ص. ۲۵۱
وقتی در تفکر محض از وحدت بی‌واسطه تأمل در خود و تأمل در دیگری و از بین رفتن این وحدت بی‌واسطه یاد می‌شود، در واقع باید چیزی بین عناصر وحدت بی‌واسطه قرار گیرد. آن چیست؟ بله، زمان آن است، اما نمی‌توان در تفکر ناب به زمان، مکانی اختصاص داد. پس ابطال و انتقال و وحدت جدید به چه معناست؟ اصلاً چه معنایی دارد که به گونه‌ای فکر کنیم که همیشه صرفاً یک بازنمایی از آن بسازیم، زیرا هر چیزی که گفته می‌شود باطل می‌شود؟ و اعتراف نکردن به این که این‌گونه فکر کردن، مانند این است که مدام از پشت‌بام خانه‌ها حقیقت مثبت این تفکر ناب جار زده می‌شود، به چه معناست؟ همان‌طور که هستی به تفکر و موجود پیوسته است، از آن‌جایی که یک موجود، یک فرد متفکر است، دو رسانه نیز وجود دارد: واسطه انتزاع و واسطه فعلیت. اما تفکر ناب هنوز مدیوم سومی است که اخیراً ساخته شده است؛ گفته می‌شود که پس از جامع‌ترین انتزاع شروع می‌شود. تفکر ناب آن چیزی است که باید بگویم، با تقوا یا بدون فکر، از رابطه‌ای که انتزاع همچنان پیوسته با آن چیزی که از آن انتزاع می‌کند بی‌خبر است. این‌جا در این تفکر ناب برای هر شک و شبهه‌ای آرامشی است؛ حقیقت مثبت ابدی و هر آنچه که می‌خواهد بگوید وجود دارد. این بدان معناست که تفکر ناب یک خیال است. و اگر فلسفه هگلی فارغ از همه اصول باشد، با یک اصل جنون‌آمیز به این امر رسیده است: آغاز تفکر ناب. برای شخص موجود، وجود بالاترین علاقه و خواست او به وجود در فعلیت است. آنچه فعلیت است را نمی‌توان به زبان انتزاع بیان کرد. فعلیت یک «بین ذاتی» [بین بودن] بین تفکر و بودن در وحدت فرضی تجرید است. انتزاع به امکان و فعلیت می‌پردازد، اما تصور آن از فعلیت، برداشتی نادرست است، زیرا مدیوم فعلیت نیست، امکان است. انتزاع تنها با ابطال فعلیت می‌تواند آن را درک کند، اما ابطال آن دقیقاً تبدیل آن به امکان است. در درون انتزاع، هر آنچه از فعلیت در زبان تجرید گفته می‌شود، در امکان گفته می‌شود. یعنی در زبان فعلیت، تمام انتزاع به فعلیت به یک امکان مربوط می‌شود، نه به فعلیت در انتزاع و امکان. فعلیت، هستی، عنصر دیالکتیکی در یک سه‌گانه است که آغاز و پایان آن نمی‌تواند برای یک فرد موجود باشد، که «به عنوان موجود» در عنصر دیالکتیکال است. انتزاع این سه‌گانه را ادغام می‌کند. کاملاً درست است اما چگونه این کار را انجام می‌دهد؟ آیا انتزاع چیزی است که آن را انجام می‌‌دهد یا عمل مجرد؟ انتزاع‌کننده یک شخص موجود، و به‌عنوان یک فرد موجود است، در نتیجه در عنصر دیالکتیکی قرار دارد که تا زمانی که وجود دارد، نمی‌تواند واسطه یا ادغام شود؛ حداقل به‌طور مطلق. اگر او این کار را انجام دهد، پس این امر باید به‌عنوان یک امکان به فعلیت، به وجودی که خودش هست مرتبط باشد. او باید توضیح دهد که چگونه این کار را انجام می‌دهد- یعنی او به‌عنوان یک فرد موجود چگونه این کار را انجام می‌دهد، یا این‌که آیا او دیگر یک فرد موجود نیست، و آیا یک فرد موجود حق دارد این کار را انجام دهد. به‌‌محض این‌که شروع به پرسیدن چنین سؤالاتی می‌کنیم، از نظر اخلاقی سؤال می‌کنیم و ادعای اخلاقی را بر شخص موجود حفظ می‌کنیم، که نمی‌تواند این باشد که او قرار است از وجود انتزاع کند، بلکه فرضاً وجود دارد که این نیز وجود دارد.— پایان‌نامه غیرعلمی پس‌نوشته‌های فلسفی، جلد ۱، ص ۳۱۴-۳۱۵، ترجمه هنگ

### مرگ
مرگ اجتناب‌ناپذیر و از نظر زمانی غیرقابل پیش‌بینی است. کی‌یرکگور معتقد بود که افراد باید صمیمانه و اکیداً حقیقت این واقعیت را درک کنند تا عاشقانه زندگی کنند. کی‌یرکگور جامعه را به انکار مرگ متهم می‌کند. اگرچه مردم مرگ را در اطراف خود می‌بینند و به‌عنوان یک واقعیت عینی درک می‌کنند که همه خواهند مرد، اما تعداد کمی از مردم واقعاً، ذهنی و درونی می‌دانند که روزی خواهند مرد. برای مثال، کی‌یرکگور در کتاب پایان‌نامه غیرعلمی پس‌نوشته‌های فلسفی خاطرنشان می‌کند که مردم هرگز به این فکر نمی‌کنند که بگویند: «قطعاً در مهمانی شما شرکت خواهم کرد، اما باید در مورد احتمال ریزش سقف که من را خواهد کشت تجدید نظر کنم؛ زیرا در آن صورت نمی‌توانم در مهمانی شرکت کنم.» تا آنجا که به کی‌یرکگور مربوط می‌شود، این یک شوخی است. اما در مورد فکر مرگ جدیت دخیل است. کی‌یرکگور در سه گفتار سازنده (1844) در مورد مرگ چنین گفت:
ما تصمیم نخواهیم گرفت که چگونه به‌راحتی با زندگی مبارزه کنیم، اما همه ما موافقیم که هر انسانی باید با نبردی جانانه و بی‌دریغ بجنگد، و با این حال این بسیار باشکوه است که اگر زندگی فقط یک بار به ما اعطا شود. نسل گذشته‌ای که در حسادت و دلسردی زیسته چه توصیفی می‌تواند از زندگی ارائه دهد! تفاوت تقریباً همان تفاوتی است که در رابطه با فکر مرگ وجود دارد. به محض این‌که انسان به‌دنیا می‌آید شروع به مردن می‌کند. اما تفاوت این است که عده‌ای هستند که فکر مرگ برایشان با تولد به‌وجود می‌آید و در آرامش کودکی و شور و نشاط جوانی برایشان حاضر می‌شود. درحالی‌که دیگران دوره‌ای دارند که این فکر در آن‌ها وجود ندارد تا وقتی که سال‌ها می‌گذرند، سال‌های نشاط و سرزندگی، و فکر مرگ در مسیر زندگی آن‌ها را ملاقات می‌کند. حالا چه کسی تصمیم می‌گیرد که کدام زندگی آسان‌تر است، کسانی بودند که دائماً با اندوخته‌ای معین زندگی می‌کردند زیرا فکر مرگ در ذهنشان بود و کسانی بودند که آنقدر خود را در زندگی رها کردند که تقریباً وجود مرگ را فراموش کردند؟— هجده گفتار سازنده، هنگ، ص. ۲۸۰

### ترس یا اضطراب
برای نویسنده کی‌یرکگور، ویگیلیوس هاوفنینسیس (نام مستعار)، اضطراب/ترس/انگست (بسته به ترجمه و زمینه) ترس غیرمتمرکز است. هاوفنینسیس از مردی استفاده می‌کند که در لبه یک ساختمان بلند یا صخره ایستاده است. او از این ارتفاع می‌تواند همه احتمالات زندگی را ببیند. او به این فکر می‌کند که اگر فقط خودش را با قدرت انتخاب خود بیندازد، به چه چیزی می‌تواند تبدیل شود. تا زمانی که آن‌جا می‌ایستد، در چهارراه زندگی ایستاده است و نمی‌تواند تصمیم بگیرد. صرف این واقعیت که فرد امکان و آزادی انجام کاری، حتی وحشتناک‌ترین احتمالات را دارد، باعث ایجاد احساسات بی‌حد و حصر می‌شود. هاوفنینسیس این را «سرگیجه آزادی» نامید.
هاوفنینسیس در مفهوم اضطراب بر اولین اضطراب تجربه‌شده توسط انسان تمرکز می‌کند: انتخاب آدم برای خوردن یا نخوردن از درخت ممنوعه حکمت خدا. از آن‌جایی که مفاهیم خیر و شر قبل از خوردن سیب، که اکنون به آن گناه نخستین می‌گویند، به وجود نیامده بود، آدم هیچ مفهومی از خیر و شر نداشت و نمی‌دانست که خوردن از درخت بد است. چیزی که او می‌دانست این بود که خدا به او گفت که از میوه درخت نخور. اضطراب از آن‌جا ناشی می‌شود که خود نهی خداوند به این معناست که آدم آزاد است و می‌تواند انتخاب کند که از خدا اطاعت کند یا نه. پس از خورده شدن میوه از درخت، گناه متولد شد. پس از نظر کی‌یرکگور اضطراب مقدم بر گناه است و این اضطراب است که آدم را به گناه می‌کشاند. هاوفنینسیس اشاره می‌کند که اضطراب پیش‌فرض گناه موروثی است.
هاوفنینسیس اشاره می‌کند که اضطراب راهی برای نجات بشریت نیز هست. اضطراب ما را از انتخاب‌ها، خودآگاهی و مسئولیت شخصی آگاه می‌کند و ما را از حالت بی‌واسطه‌ای ناخودآگاه به حالت بازتابی خودآگاه می‌رساند. (سارتر این اصطلاحات را هوشیاری پیش‌بازتابی و آگاهی انعکاسی می‌نامد.) یک فرد از طریق تجربه ترس خودآگاه می‌شود. بنابراین، اضطراب ممکن است یک احتمال برای گناه باشد، اما اضطراب می‌تواند شناخت یا تحقق هویت واقعی و آزادی‌های خود نیز باشد.

### ناامیدی
کی‌یرکگور به‌عنوان مؤلف کتاب بیماری منتهی به مرگ استدلال می‌کند که خود انسان ترکیبی از جنبه‌های مختلف است که باید در تعادل آگاهانه قرار گیرند: متناهی، نامتناهی، آگاهی از «رابطه این دو با خودش» و آگاهی از «قدرتی که خود را مطرح می‌کند». متناهی (محدودیت‌هایی مانند محدودیت‌هایی که بدن فرد یا شرایط خاص تحمیل می‌کند) و نامتناهی (آن ظرفیت‌هایی که ما را از محدودیت‌هایی مانند تخیل رها می‌کنند) همیشه در حالت تنش وجود دارند. آن تنش بین دو جنبه از «خود» که باید به تعادل برسد. زمانی که خود از تعادل خارج است، یعنی درک اشتباهی از این‌که کیست دارد، زیرا بیش از حد خود را بر اساس شرایط محدود‌کننده خود تصور می‌کند (بنابراین نمی‌تواند آزادی خود را برای تعیین این‌که چه خواهد بود تشخیص دهد). نکته قابل توجه این‌که آنتی-کلیماکوس می‌گوید که فرد می‌تواند ناامید باشد حتی اگر کاملاً احساس خوشبختی کند. ناامیدی فقط یک احساس نیست، به معنای عمیق‌تر، از دست دادن خود است، یعنی حالتی را توصیف می‌کند که فرد تصور اشتباهی از خود دارد.

### فردیت
از نظر کی‌یرکگور، فردیت واقعی خودخواهی نامیده می‌شود. آگاه شدن از خود واقعی ما وظیفه و تلاش واقعی ما در زندگی است. این یک الزام اخلاقی و همچنین مقدماتی برای درک دینی واقعی است. افراد می‌توانند در سطحی پایین‌تر از خود واقعی خودشان باشند. برای مثال، ما می‌توانیم به سادگی با لذت‌هایمان زندگی کنیم؛ ارضای امیال، تمایلات یا حواس‌پرتی‌ها. به این ترتیب، ما بدون جهت یا هدف از زندگی عبور می‌کنیم. برای داشتن یک جهت، باید هدفی داشته باشیم که معنای زندگی ما را برای ما مشخص کند.
کی‌یرکگور در بیماری منتهی به مرگ به‌طور خاص با خود به‌عنوان محصول روابط می‌پردازد. به این معنا، انسان از رابطه بین نامتناهی و متناهی ناشی می‌شود. این یک خود واقعی ایجاد نمی‌کند، زیرا یک انسان می‌تواند بدون «خود» همان‌طور که او آن را تعریف می‌کند زندگی کند. در عوض، خود یا توانایی ایجاد خود از رابطه با مطلق یا خدا (خود تنها از طریق ارتباط با خدا قابل تحقق است) به‌عنوان رابطه‌ای بین رابطه متناهی و نامتناهی که به انسان مربوط می‌شود پدید می‌آید. این یک رابطه مثبت خواهد بود.

### ترحم (شور)
از نظر کی‌یرکگور، برای درک امر مطلق، ذهن باید خود را به طور ریشه‌ای از محتوای عینی خالی کند. آنچه از این خالی شدن حمایت می‌کند، میل به امر مطلق است. کی‌یرکگور نام این میل را پاتوس: شور می‌گذارد.
در راستای این فلسفه، برخی از محققان شباهت‌هایی را بین مفهوم رواقیون از آپاتیا و حقیقت ذهنی به‌عنوان عالی‌ترین شکل حکمت ترسیم کرده‌اند. برای رواقیون، شور آشفتگی است که انسان باید به شیوه‌ای مشابه مفهوم حقیقت عینی کی‌یرکگور بر آن غلبه کند.
به گفته کی‌یرکگور، خود انسان چیزی را می‌خواهد که فراتر از عقل است. همان‌طور که افلاطون زمانی نوشت، میل خود به نظر میل به نامتناهی است. به گفته افلاطون حتی میل به تکثیر نوعی میل به جاودانگی است؛ یعنی ما می‌خواهیم از طریق فرزندان خود و فرزندانشان در زمان امتداد داشته و زندگی کنیم. عشق اروتیک به‌عنوان نمونه‌ای از این میل به چیزی فراتر از حد محدود است. چشیدن آن چیزی است که هست، فقط باید می‌توانست فراتر از مرزهای زمان و مکان ادامه یابد. همان‌طور که این تشبیه نشان می‌دهد، انسان‌ها به‌دنبال چیزی فراتر از این‌جا و اکنون هستند. این سؤال باقی می‌ماند که چرا اشتیاق انسانی با ارزش‌ترین چیز است؟ از برخی جهات، ممکن است با وضعیت ما به‌عنوان موجودات وجودی ارتباط داشته باشد. کنش است که ما را از مسیر زندگی عبور می‌دهد. و آنچه موجب انگیزه و استمرار در عمل است، اشتیاق، میل به غلبه بر سختی‌ها، دردها و رنج ها است. همچنین این اشتیاق است که ما را قادر می‌سازد به نام واقعیتی برتر برای آرمان‌ها بمیریم. درحالی‌که یک دانشمند ممکن است این عشق را به‌عنوان یک احساس ساده یا میل ساده حیوانی ببیند، کی‌یرکگور آن را به‌عنوان چیزی می‌بیند که به خود منبع حیات متصل است. از نظر کی‌یرکگور، تمام کنش‌های مسیحی باید با عشق باشد، که یک اشتیاق است.

### ذهنیت
یوهانس کلیماکوس در پایان‌نامه غیرعلمی پس‌نوشته‌های فلسفی، این خط رمزآلود را می‌نویسد: «سوژکتیویته حقیقت است». برای درک مفهوم کلیماکوس از فرد، مهم است که به آنچه او در مورد ذهنیت می‌گوید نگاه کنیم. ذهنیت چیست؟ در اصطلاح سخت، ذهنیت به آنچه برای فرد شخصی است اشاره دارد - چیزی که فرد را از دیگران متمایز می‌کند. راه دیگر برای تفسیر سوبژکتیویته، رابطه منحصر‌به‌فرد بین سوژه و ابژه است.
یوهان فیشته در سال ۱۷۹۹ در کتاب خود با نام وظیفه انسان به‌طور مشابهی در مورد ذهنیت نوشت:
باید به خواننده‌ام یادآوری کنم که «من»ی که در کتاب صحبت می‌کند، خود نویسنده نیست، بلکه آرزوی اوست که خواننده این شخصیت را به خود بگیرد و به یک داستان صرفاً تاریخی بسنده نکند. درک آنچه در این‌جا گفته می‌شود: در حین خواندن، با خود صحبت می‌کند، تعمد می‌کند، نتیجه می‌گیرد و تصمیم می‌گیرد، مانند نماینده «من»، و با تلاش و تأمل خود، رشد می‌کند. از روح خود بیرون می‌آید، و در درون خود را می‌سازد، آن شیوه فکری را که تصویر صرف آن در کار پیش روی او گذاشته شده است.— وظیفه انسان، پیشگفتار
برای مثال، دانشمندان و مورخان جهان عینی را مطالعه می‌کنند، به این امید که حقیقت طبیعت، یا شاید حقیقت تاریخ را کشف کنند. به این ترتیب آن‌ها امیدوارند که آینده را مطابق با این قوانین پیش‌بینی کنند. از نظر تاریخ، با مطالعه گذشته، فرد می‌تواند قوانینی را استخراج کند که تعیین می‌کنند وقایع چگونه رخ خواهند داد. به این ترتیب فرد می‌تواند آینده را با دقت بیشتری پیش‌بینی کند و شاید کنترل رویدادهایی را که در گذشته به‌نظر می‌رسید خارج از توان و کنترل انسان‌ها بوده است را در دست بگیرد.
از بسیاری جهات، کلیماکوس با علم یا تلاش علمی مشکلی ندارد. او اهمیت دانش عینی را نادیده نمی‌گیرد. در جایی که دانشمند یا مورخ به یقین می‌رسد، کلیماکوس بسیار دقیق اشاره می‌کند که منجر به تغییر علم به‌عنوان ابزارهای مشاهده می‌شود. علاقه خاص کلیماکوس به تاریخ بود. شدیدترین حملات او علیه کسانی بود که معتقد بودند تاریخ و قوانین آن را درک کرده‌اند، و با این کار می‌توانستند بفهمند که خود واقعی انسان چیست. یعنی، فرض بر این است که با مطالعه تاریخ، کسی می‌تواند بفهمد که واقعاً چه کسی است. کی‌یرکگور فلسفه هگل را متهم کرد که طعمه این فرض شده است.

### سه مرحله از زندگی
محققان اولیه کی‌یرکگور در تلاش بودند تا پیچیدگی تألیف کی‌یرکگور را با تمرکز به سه سطح وجود فردی کاهش دهند، که در گذر از یکی از نام‌های مستعار کی‌یرکگور، یوهانس کلیماکوس، که پایان‌نامه غیرعلمی پایان نامه را نوشت، نام برند. اگرچه مراحل تنها یک راه برای تفسیر اندیشه کی‌یرکگور را نشان می‌دهد، اما به روشی محبوب برای معرفی نویسندگی او تبدیل شده است. در محافل اروپا، نظریه مرحله هرگز به یک شکل عمل نکرد. پژوهندگان اولیه آمریکایی و محافل اروپایی به تقسیم‌بندی‌های فکری درباره نوشته‌های آثار او اشاره می‌کنند. او مخالف «انعکاس خود از واقعیت» و تقسیم «دنیای روح» بود، زیرا جهان روح را نمی‌توان به‌طور عینی تقسیم کرد. هگل در کتابش «سخنرانی‌هایی درباره فلسفه دین» درباره مراحل خود نوشت و کی‌یرکگور در پس‌نوشته غیرعلمی خود به بخش‌های فلسفی ۱۸۴۶ پاسخ داد:
این مراحل را می‌توان با مراحل سنی انسان مقایسه کرد. کودک هنوز در وحدت اولیه اراده با طبیعت است، هم طبیعت خود و هم طبیعتی که او را احاطه کرده است. مرحله دوم، نوجوانی، زمانی که فردیت در حال مستقل شدن است، معنویت زنده است، سرزندگی روح، که در عین حال که پایانی برای آن تعیین نشده است، به جلو می‌رود، آرزوهایی دارد و به هر چیزی که می‌رسد علاقه‌مند است. مرحله سوم، سن مردانگی است؛ این دوره کار برای یک هدف خاص است که انسان خود را مطیع آن می‌کند و انرژی خود را صرف آن می‌کند. در نهایت، سالمندی را می‌توان آخرین مرحله‌ای دانست که با داشتن غایت جهانی، و شناخت این غایت، از علایق خاص زندگی و کار به هدف جهانی، یعنی غایت نهایی مطلق بازگشته است. خود را از منافع گسترده و چندگانه وجود بیرونی واقعی جمع می‌کند و در اعماق نامتناهی زندگی درونی خود متمرکز می‌شود. چنین تعاریفی است که به شیوه‌ای منطقی از ماهیت این مفهوم ناشی می‌شود.— جورج ویلهلم فریدریش هگل، «سخنرانی‌هایی درباره فلسفه دین جلد ۱» ترجمه کشیش ای بی اسپیرز ۱۸۹۵ ص. 266ff
- مرحله اول: زیبایی‌شناسی
- مرحله دوم: اخلاقی
- مرحله سوم: دینی